# Desertización
La desertización es el proceso evolutivo natural de una región hacia unas condiciones morfológicas, climáticas y ambientales conocidas como desierto. Los factores que causan la desertización son de diversa índole; factores astronómicos (como los ciclos de Milankovic), geomorfológicos (orogenia, distribución de las masas continentales) y dinámicos (relacionados con la actividad geológica y biológica de la Tierra). La desertización es un fenómeno que se produce sin la intervención humana, a diferencia de la desertificación.
Es el proceso evolutivo natural de una región hacia unas condiciones climáticas y ambientales conocidas como desierto.

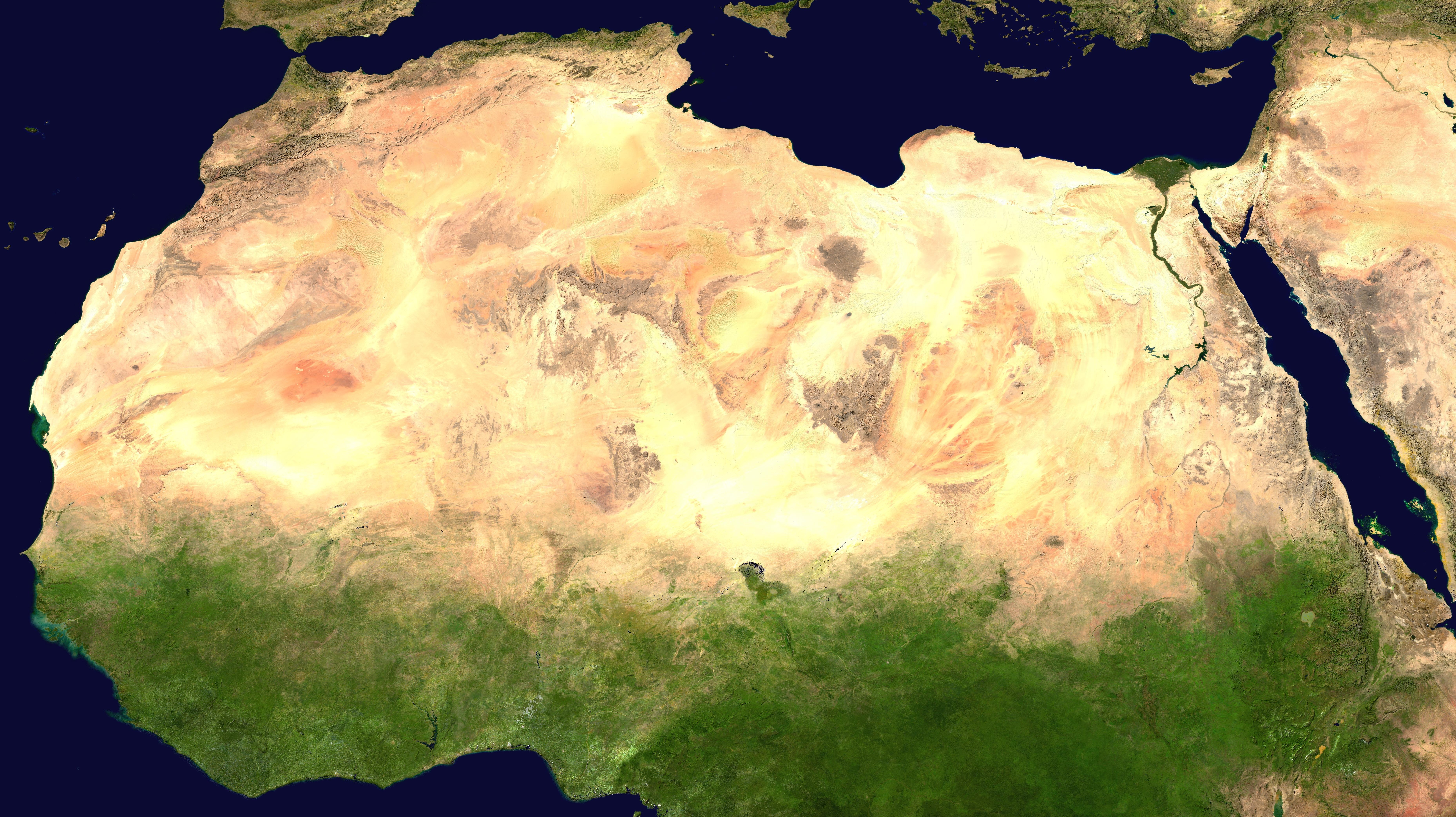
El desierto del Sahara fue, hace unos miles de años, una sabana.

Uno de los ejemplos más recientes de desertización es el desierto del Sahara: hace unos miles de años era una sabana con su fauna y flora características (hipopótamos, elefantes, jirafas, entre otros.), como lo demuestran las pinturas rupestres de Tassili n'Ajjer, en las que se retratan a grupos cazadores persiguiendo la abundante fauna, mientras que la actual aridificación del clima local lo ha transformado en el desierto que es hoy en día. 
Este fenómeno se da especialmente en la zona mediterránea, en donde Almería, Murcia y Granada, por orden de gravedad tienen más de la mitad de su superficie con fenómenos alarmantes de erosión.
El gran responsable, aunque no el único, de la extendida erosión en los suelos españoles es el clima. La España seca, árida o semiárida, recibe pocas precipitaciones al año, pero cuando cae la lluvia lo hace, frecuentemente, de forma torrencial, habitualmente en otoño, con una fuerza capaz de erosionar fácilmente los terrenos. La falta de agua provoca, también, que la vegetación sea escasa y que aporte poca materia orgánica al suelo y le proporcione una débil protección. 
Junto a la escasez de vegetación otras características de estas zonas es el ser frecuentemente montañosas, con laderas de fuertes pendientes, formadas por rocas relativamente blandas. Todo este conjunto de factores facilita que las aguas corran con fuerza arrastrando con facilidad el suelo y formando cárcavas y barrancos. 
La intervención humana ha agravado el problema. Las talas excesivas, los incendios, el pastoreo abusivo, las prácticas agrícolas inadecuadas y la construcción descuidada de pistas, carreteras y otras obras públicas aumentan la facilidad de erosión del suelo. Desnudan el terreno y originan focos en los que se inicia el arrastre de materiales. Un sistema de las características climáticas del que estamos comentando se mantiene en un delicado equilibrio que se puede alterar de forma importante y con gran facilidad, con cualquier actuación poco estudiada. Se calcula que el 73% de la remoción de suelo se produce en los cultivos de secano (viñedo, almendro, olivar, cereal, girasol, entre otros.
En el marco del Día Mundial de Lucha contra la Desertificación y la Sequía, establecido en 1994 por la Asamblea General de las Naciones Unidas para fomentar la conciencia pública sobre el tema, el organismo aseguró que “debido a la sequía y a la desertificación se pierden cada año 12 millones de hectáreas (23 hectáreas por minuto), donde se podrían haber producido 20 millones de toneladas de cereales”.  
Esta cifra confirma que “la pérdida de tierra cultivable es 30 o 35 veces superior a la tasa histórica” y que afecta a 1.500 millones de personas.
“Sin una solución a largo plazo, la desertificación y la degradación de las tierras no solo afectarán el suministro de alimentos, también propiciarán un aumento de las migraciones y pondrán en peligro la estabilidad de muchas naciones y regiones”.
Cada año se están perdiendo 75 mil millones de toneladas métricas de tierra vegetal, lo que equivale a 12 mil millones de hectáreas de tierra arable La erosión y la merma de la productividad de los suelos, junto con el explosivo aumento demográfico, ponen en peligro la subsistencia de la humanidad.